# Geertruida van Merenberg
Geertruida van Merenberg (1311 ? – 6 oktober 1350), Duits: Gertrud von Merenberg, was een Duitse adellijke vrouw uit het Huis Merenberg en door huwelijk gravin van Nassau. Door haar huwelijk kwamen de heerlijkheid Merenberg en het graafschap Gleiberg in bezit van het Huis Nassau.

## Biografie
Geertruida was de oudste dochter van heer Hartrad VI van Merenberg en Lisa van Sayn. Na het overlijden van haar vader erfde Geertruida de heerlijkheid Merenberg en het graafschap Gleiberg.
Geertruida huwde in 1333 met graaf Johan van Nassau, de tweede zoon van graaf Gerlach I van Nassau en Agnes van Hessen. Johan nam bij het huwelijk de titel graaf van Nassau-Merenberg aan.
In 1344 droeg Geertruida's schoonvader het graafschap Nassau over aan Johan en zijn oudere broer Adolf.
Geertruida overleed op 6 oktober 1350 en werd begraven in Weilburg.
Johan hertrouwde in 1353 met Johanna van Saarbrücken († oktober 1381), uit welk huwelijk zeven kinderen geboren werden.
In 1355 gingen Adolf en Johan over tot een verdeling van hun bezittingen, Johan verkreeg bij die verdeling het graafschap Nassau-Weilburg en werd de stamvader van het Huis Nassau-Weilburg.
Johan overleed in Weilburg op 20 september 1371.

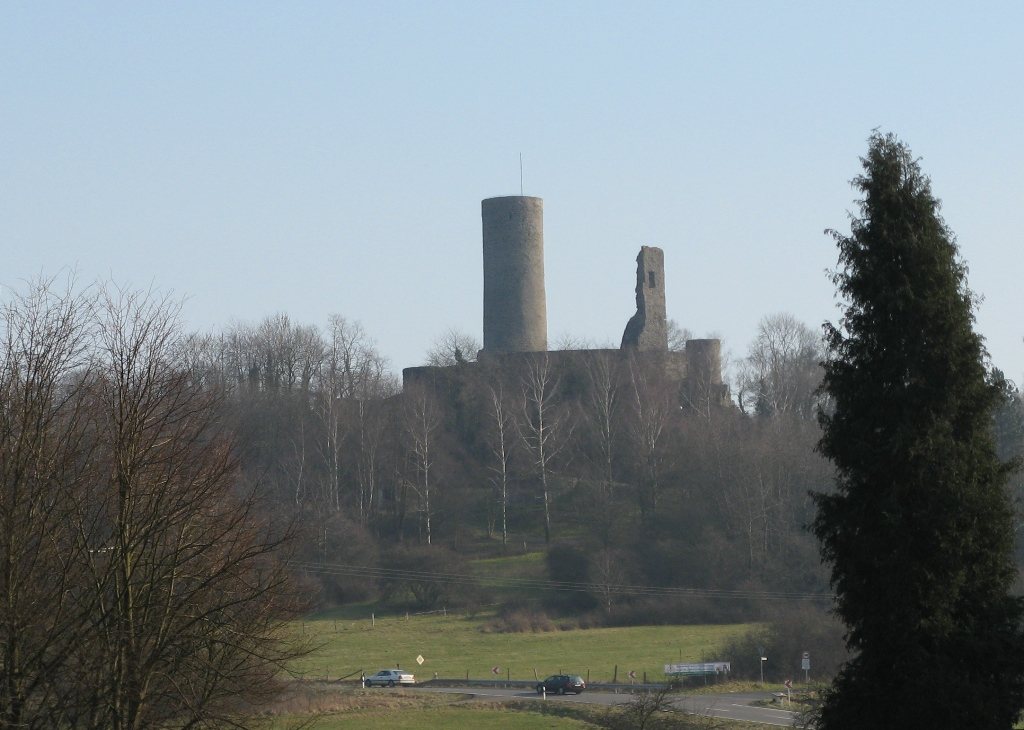
De ruïne van de Burcht Merenberg
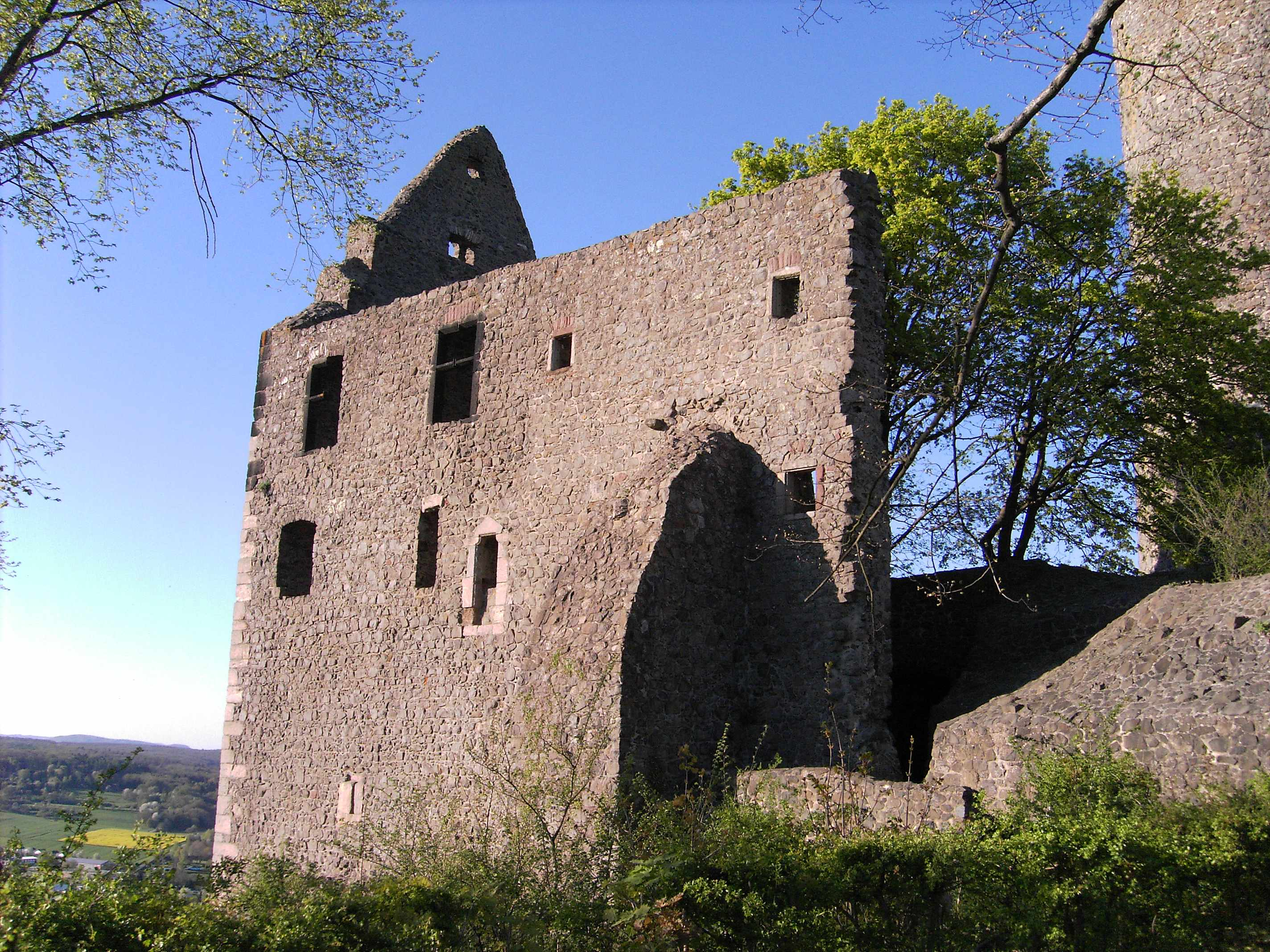
De ruïne van de Burcht Gleiberg

## Kinderen
Uit het huwelijk van Geertruida en Johan werd één dochter geboren, waarvan de naam niet overgeleverd is. Deze dochter werd in 1340 verloofd met heer Reinhard II van Westerburg, en overleed kort na 1340.

## Later gebruik van de titel en het wapen van Merenberg
Het wapen van Merenberg werd door de nakomelingen van Johan af en toe gebruikt als hartschild. Tussen 1660 en 1806 was het opgenomen in het wapen van de graven van Nassau, Saarbrücken en Saarwerden en tussen 1806 en 1866 maakte het deel uit van het wapen van het hertogdom Nassau.

Het wapen van Merenberg als hartschild op het wapen van de graven van Nassau en Saarbrücken
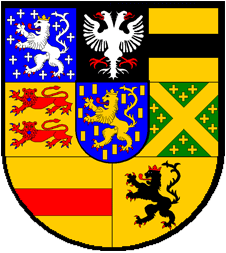
Het wapen van de Walramse Linie van het Huis Nassau 1660–1806
Het wapen van het hertogdom Nassau 1806–1866

Prins Nicolaas van Nassau huwde morganatisch met Natalja Aleksandrovna Poesjkina. Deze werd door de vorst van Waldeck en Pyrmont verheven tot Gräfin von Merenberg, Arolsen 29 juli 1868. Pruisische autorisatie om deze grafelijke titel te dragen werd haar verleend, Bad Gastein 22 juli 1881. De laatste draagster van deze titel is Clothilde Gräfin von Merenberg.

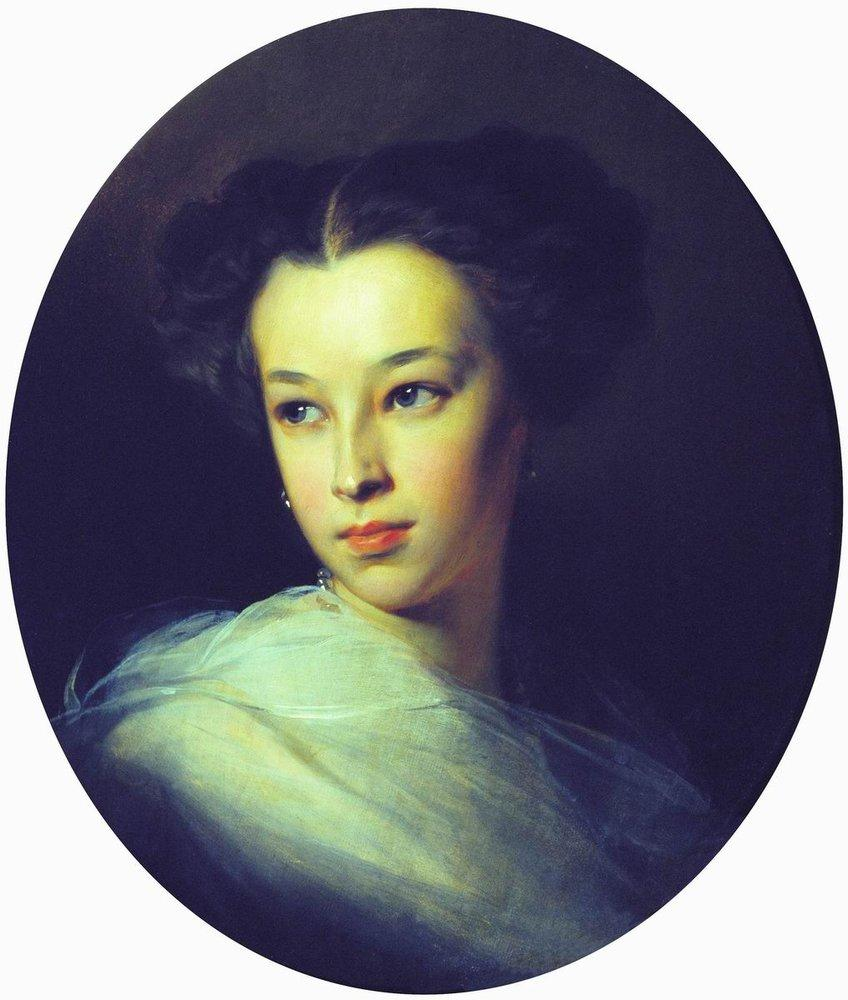
Natalja Aleksandrovna Poesjkina, sinds 1868 Gräfin von Merenberg
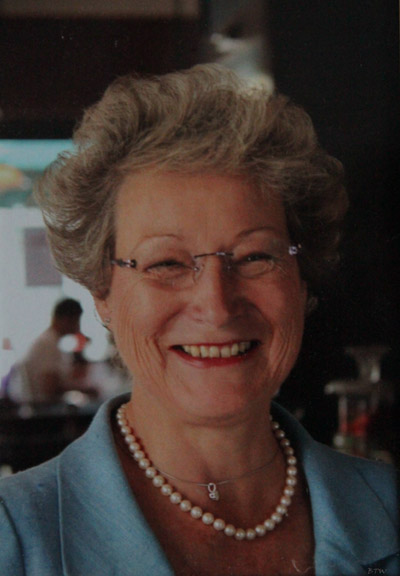
Clothilde Gräfin von Merenberg

## Voorouders
| Voorouders van Geertruida van Merenberg | Voorouders van Geertruida van Merenberg                          | Voorouders van Geertruida van Merenberg                          | Voorouders van Geertruida van Merenberg                          | Voorouders van Geertruida van Merenberg                          | Voorouders van Geertruida van Merenberg                          | Voorouders van Geertruida van Merenberg                          | Voorouders van Geertruida van Merenberg                          | Voorouders van Geertruida van Merenberg                          |
| --------------------------------------- | ---------------------------------------------------------------- | ---------------------------------------------------------------- | ---------------------------------------------------------------- | ---------------------------------------------------------------- | ---------------------------------------------------------------- | ---------------------------------------------------------------- | ---------------------------------------------------------------- | ---------------------------------------------------------------- |
| Betovergrootouders                      | Wittekind van Merenberg (?–na 1259) ⚭ Cunegonda (?–na 1244)      | ? (?–?) ⚭ ? (?–?)                                                | ? (?–?) ⚭ ? (?–?)                                                | ? (?–?) ⚭ ? (?–?)                                                | ? (?–?) ⚭ ? (?–?)                                                | ? (?–?) ⚭ ? (?–?)                                                | ? (?–?) ⚭ ? (?–?)                                                | ? (?–?) ⚭ ? (?–?)                                                |
| Overgrootouders                         | Hartrad IV van Merenberg (?–1289/92) ⚭ Geertruida (?–na 1288)    | Hartrad IV van Merenberg (?–1289/92) ⚭ Geertruida (?–na 1288)    | ? (?–?) ⚭ ? (?–?)                                                | ? (?–?) ⚭ ? (?–?)                                                | ? (?–?) ⚭ ? (?–?)                                                | ? (?–?) ⚭ ? (?–?)                                                | ? (?–?) ⚭ ? (?–?)                                                | ? (?–?) ⚭ ? (?–?)                                                |
| Grootouders                             | Godfried van Merenberg (?–?) ⚭ ? (?–?)                           | Godfried van Merenberg (?–?) ⚭ ? (?–?)                           | Godfried van Merenberg (?–?) ⚭ ? (?–?)                           | Godfried van Merenberg (?–?) ⚭ ? (?–?)                           | ? (?–?) ⚭ ? (?–?)                                                | ? (?–?) ⚭ ? (?–?)                                                | ? (?–?) ⚭ ? (?–?)                                                | ? (?–?) ⚭ ? (?–?)                                                |
| Ouders                                  | Hartrad VI van Merenberg (?–na 1326) ⚭ Lisa van Sayn (?–na 1326) | Hartrad VI van Merenberg (?–na 1326) ⚭ Lisa van Sayn (?–na 1326) | Hartrad VI van Merenberg (?–na 1326) ⚭ Lisa van Sayn (?–na 1326) | Hartrad VI van Merenberg (?–na 1326) ⚭ Lisa van Sayn (?–na 1326) | Hartrad VI van Merenberg (?–na 1326) ⚭ Lisa van Sayn (?–na 1326) | Hartrad VI van Merenberg (?–na 1326) ⚭ Lisa van Sayn (?–na 1326) | Hartrad VI van Merenberg (?–na 1326) ⚭ Lisa van Sayn (?–na 1326) | Hartrad VI van Merenberg (?–na 1326) ⚭ Lisa van Sayn (?–na 1326) |